# جدجد نملي بلقاني
جدجد نملي بلقاني (الاسم العلمي: Myrmecophilus balcanicus) هو نوع من الحشرات يتبع جنس الجدجد النملي من فصيلة الجداجد النملية.